# Too Good To Go
Too Good To Go，中文可译为「舍不得丢」。是一款移动应用程序，可联系用户与有剩饭的餐馆，将未卖完的食物低价打包出售。2015年创办于丹麦哥本哈根。该服务覆盖欧洲主要城市，并于 2020 年 10 月开始在北美运营。
2022 年，Too Good To Go 是下载量增长最快的可持续食品应用初创公司。截至 2022 年 8 月，该公司声称为 6200 万用户服务的 16.4 万家企业节省了 1.55 亿袋食物。截至 2023 年 3 月，该公司声称已节省了超过 2 亿顿饭。

Too Good To Go 服务的国家